# خوزه ماریا گویدو
خوزه ماریا گویدو (انگلیسی: José María Guido; زاده ۲۹ اوت ۱۹۱۰ – درگذشته ۱۳ ژوئن ۱۹۷۵) وکیل، و سیاستمدار اهل آرژانتین بود.